# بعد از مهمانی
بعد از مهمانی (انگلیسی: The After Party) یک فیلم در ژانر کمدی است که در سال ۲۰۱۸ منتشر شد. از بازیگران آن می‌توان به شلی هنیگ، تیانا تایلور، اندی باکلی، و بلر آندروود اشاره کرد.